# Лермонтовская улица (Владикавказ)
Лермонтовская улица — улица в городе Владикавказ, Северная Осетия, Россия. Находится в Иристонском муниципальном округе между улицами Максима Горького и Малым переулком. Начинается от улицы Максима Горького.
В отдельных источниках также упоминается как улица Лермонтова.
Лермонтовскую улицу пересекают улицы Куйбышева и улица Братьев Щукиных. От Лермонтовской улицы начинаются улицы Трубецкого , Светлая, и Малый переулок
Улица названа в честь русского поэта Михаила Лермонтова (1814—1841).
Улица образовалась во второй половине XIX века. Впервые отмечена в 1911 году на Плане областного города Владикавказа Терской области как Лермонтовская улица. Под этим же наименованием упоминается в Перечне улиц, площадей и переулков от 1925 года.
На улице по выходным действует блошиный рынок, который начинается от улицы Братьев Щукиных.

## Источник
- Владикавказ. Карта города, 2011.
- Кадыков А. Н. Улицы, переулки, площади и проспекты г. Владикавказа: справочник. — Владикавказ: Респект, 2010. — С. 221. — С. 512 — ISBN 978-5-905066-01-6
- Торчинов В. А., Владикавказ., Краткий историко-краеведческий справочник, Владикавказ, Северо-Осетинский научный центр, 1999, стр. 92, ISBN 5-93000-005-0